# زبان‌های مایایی
زبان‌های مایایی خانواده زبان‌های به‌هم‌پیوسته مردم مایا است که در آمریکای میانه و شمال آمریکای مرکزی توسط حداقل ۶ میلیون از آن‌ها سخن گفته می‌شوند. این زبان‌ها که همگی بازمانده زبان مایایی باستان می‌باشند امروزه در کشورهای مکزیک، گواتمالا، بلیز و هندوراس رایج می‌باشند. ۲۱ گونه از این زبان‌ها در گواتمالا و ۸ گونه از آن‌ها در مناطقی از مکزیک به رسمیت شناخته شدند.
زبان‌های مایایی یکی از مستندشده‌ترین و پرمطالعه‌ترین زبان‌های قاره آمریکا هستند. زبان‌های مایایی نوین از زبان پیش‌مایایی ریشه می‌گیرند که حدود ۵۰۰۰ سال پیش رایج بوده‌است. این زبان‌ها بخشی از ناحیه همگرایی زبانی آمریکای میانه را می‌سازند.
در دوران پیشاکلمبی گاه‌نگاری آمریکای مرکزی، برخی زبان‌های مایایی به خط واژه‌نگاشت مایایی نوشته می‌شدند. استفاده از آن در دوران کلاسیک تمدن مایا (۲۵۰ تا ۹۰۰ م) گسترده شد. بیش از ۵ هزار مجموعه نوشته شناخته‌شده به این خط در کتیبه‌ها و دفترنامه‌های مایا یافت می‌شوند.
وام‌واژه‌های بی‌شماری از زبان‌های اسپانیایی، انگلیسی و سایر زبان‌های بومی آمریکا وارد مایایی شده‌است. مایایی یک زبان پیوندی و ترتیب اجزای جمله در آن به صورت فعل-مفعول-نهاد است.

## پراکندگی
برآورد می‌شود بیش از ۶ میلیون نفر به زبان‌های مایایی صحبت می‌کنند. بیشتر آن‌ها در گواتمالا زندگی می‌کنند که بسته به تخمین‌ها ۴۰ تا ۶۰ درصد از جمعیت این کشور مایایی‌زبانند. در مکزیک، جمعیت مایایی‌زبانان در سال ۲۰۱۰ حدود ۲٫۵ میلیون نفر تخمین زده شد و در بلیز نیز حدود ۳۰٬۰۰۰ نفر گویشور مایایی یافت می‌شود.
زبان‌های کیچه و یوکاتانی، به ترتیب با داشتن ۱٬۰۰۰٬۰۰۰ و ۸۰۰٬۰۰۰ گویشور، دو زبان پرگویشور مایایی هستند که اولی بیشتر در گواتمالا و دومی در مکزیک رایج است.

## نوشتار

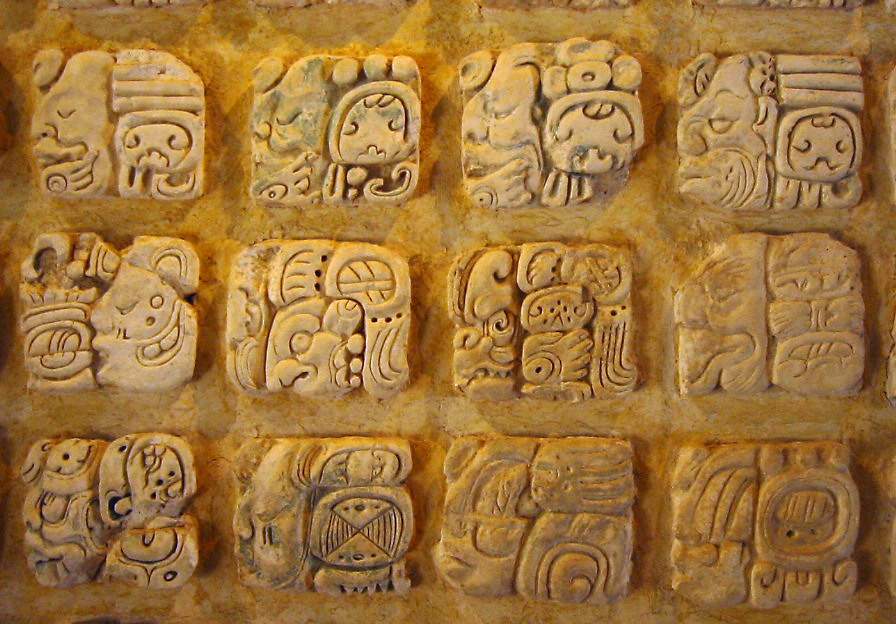
نمونه‌ای از خط مایایی

خط مایایی خط پیچیده‌ای بود که در دوران پیشاکلمبی برای نوشتن زبان‌های مایایی مورد استفاده قرار می‌گرفت. حکاکی‌هایی از خط مایایی در چندین مکان باستانی یافت شده‌است و می‌توان گفت امروزه این خط تقریباً به‌طور کامل رمزگشایی شده‌است.
در زمان استعمار، زبان‌های مایایی با خطی مشتق‌شده از الفبای لاتین نوشته می‌شدند. تدوین دستور خط آن‌ها بیشتر توسط مبلغان مذهبی صورت می‌گرفت. همه زبان‌های امروزی مایایی دارای دستور خط معیار نیستند، اما زبان‌های مایایی گواتمالا از سامانه نوشتاری واجی مبتنی بر لاتین استفاده می‌کنند که توسط آکادمی زبان‌های مایایی گواتمالا (ALMG) ساخته شده‌است. انجمن ملی زبان‌های بومی مکزیک (INALI) نیز در حال تهیه الفباهای زبان‌های بومی این کشور است.